# Liga Correntina de Fútbol
La Liga Correntina de Fútbol es una liga regional de fútbol argentina, que une clubes pertenecientes al Departamento Capital, Provincia de Corrientes.
A nivel nacional, el campeonato se ubica por debajo de la 4ª categoría para los clubes indirectamente afiliados a la AFA, más específicamente debajo del Torneo Regional Federal Amateur.
Actualmente los clubes que la representan en torneos de AFA y el CFFA son Boca Unidos (Torneo Federal A), Mandiyú, Cambá Cuá y Ferroviario (Torneo Regional Federal Amateur).
Fue fundada el 7 de septiembre de 1920. Los clubes fundadores de esta liga fueron Libertad, Huracán, Deportivo M.O.P (actual Talleres Navegación y Puertos), Robinson (de la ciudad de Monte Caseros) y Kimberley (actualmente desaparecido).
Para la temporada 2024 forman parte de ella 29 equipos entre las dos divisiones que la conforman, uno menos que el año anterior debido a la baja de Deportivo Popular. Al final de campeonato, se otorgaran 2 plazas para la participación en el Torneo Regional Federal Amateur.

## Clubes participantes
Para la temporada 2024 se encuentran participando los siguientes equipos:

### Primera A
| Club                                           | Ciudad     | Estadio                           | Capacidad | Dimensión         |
| ---------------------------------------------- | ---------- | --------------------------------- | --------- | ----------------- |
| Club Atlético Boca Unidos                      | Corrientes | Estadio Leoncio Benítez           | 18.000    | 105 x 74 mts.     |
| Club Social y Deportivo Cambá Cuá              | Corrientes | -                                 | -         | -                 |
| Club Deportivo Curupay                         | Corrientes | -                                 | -         | -                 |
| Club Deportivo Empedrado                       | Corrientes | -                                 | -         | -                 |
| Ferroviario Corrientes Fútbol Club             | Corrientes | Estadio Juan Carlos Vallejos      | 2.500     | 100,5 x 69,5 mts. |
| Club Atlético Huracán Corrientes               | Corrientes | Estadio José Antonio Romero Feris | 15.700    | 98,5 x 69,5 mts.  |
| Lipton Football Club                           | Corrientes | Estadio José "Quincho" D´andrea   | 1.000     | 98,5 X 78,5 mts.  |
| Club Deportivo Mandiyú                         | Corrientes | -                                 | -         |                   |
| Club Atlético Mburucuyá                        | Mburucuyá  | Estadio Osvaldo Hellmann          | 700       | 107 x 79 mts.     |
| Club Atlético Quilmes                          | Corrientes | -                                 | -         |                   |
| Club Deportivo Rivadavia                       | Corrientes | Estadio Deportivo Rivadavia       | -         | 99 x 76 mts.      |
| Club Atlético Sacachispas                      | Corrientes | -                                 | -         |                   |
| Club Social y Deportivo San Marcos             | Corrientes | -                                 | -         |                   |
| Club Social y Deportivo Soberania              | Corrientes | -                                 | -         |                   |
| Club Sportivo Corrientes                       | Corrientes | Estadio Sportivo Corrientes       | 1.500     | 100,5 x 70,5 mts. |
| Club Atlético Talleres de Navegación y Puertos | Corrientes | -                                 | -         |                   |

### Primera B
| Club                                               | Ciudad              | Estadio                      | Capacidad | Dimensiones    |
| -------------------------------------------------- | ------------------- | ---------------------------- | --------- | -------------- |
| Club Atlético Alumni                               | Paso de la Patria   | -                            | -         |                |
| Club Atlético Alvear                               | Corrientes          | Estadio Eva Duarte de Perón  | 1.300     | 94,5 x 73 mts. |
| Club Deportivo y Social Barrio Quilmes             | Corrientes          | -                            | -         |                |
| Club Atlético Independiente Corrientes             | Corrientes          | -                            | -         |                |
| Club Social y Deportivo Empleados de INVICO        | Corrientes          | -                            | -         |                |
| Club Atlético Juventud Naciente                    | San Luis del Palmar | Estadio Municipal Mbaya Soto | 1.100     | 94,5 x 68 mts. |
| Club Atlético Libertad                             | Corrientes          | Estadio "Pepe" Almirón       | 1.500     | 98,5 x 77 mts. |
| Club Social, Recreativo y Deportivo Doctor Montaña | Corrientes          | -                            | -         |                |
| Club Atlético Peñarol                              | Corrientes          | -                            | -         |                |
| Club Atlético Robinson                             | Corrientes          | -                            | -         |                |
| Club Deportivo San Jorge de Almagro                | Corrientes          | -                            | -         |                |
| Club Atlético Villa Raquel                         | Corrientes          | -                            | -         |                |
| Club Deportivo y Social Yagüareté                  | Corrientes          | -                            | -         |                |

## Historial
- 1921: Centro Sportivo (Sportivo Corrientes)
- 1922: Centro Sportivo (Sportivo Corrientes)
- 1923: Huracán
- 1924: Centro Sportivo (Sportivo Corrientes)
- 1925: Hércules
- 1926: Talleres de Navegación y Puertos
- 1927: Talleres de Navegación y Puertos
- 1928: Huracán
- 1929: Talleres de Navegación y Puertos
- 1930: Sportivo Corrientes
- 1931: Talleres de Navegación y Puertos
- 1932: Huracán
- 1933: Huracán
- 1934: Talleres de Navegación y Puertos
- 1935: Talleres de Navegación y Puertos
- 1936: Talleres de Navegación y Puertos
- 1937: Lipton FC
- 1938: Huracán
- 1939: Lipton FC
- 1940: Lipton FC
- 1941: Huracán
- 1942: Boca Unidos
- 1943: Lipton FC
- 1944: Lipton FC
- 1945: Lipton FC
- 1946: Huracán
- 1947: Huracán
- 1948: Lipton FC
- 1949: Sportivo Ferroviario
- 1950: Alvear
- 1951: Lipton FC
- 1952: Sportivo Ferroviario
- 1953: Boca Unidos
- 1954: Alvear
- 1955: Alvear
- 1956: Sportivo Ferroviario
- 1957: Boca Unidos
- 1958: Deportivo Mandiyú
- 1959: Talleres de Navegación y Puertos
- 1960: Deportivo Mandiyú
- 1961: Talleres de Navegación y Puertos
- 1962: Lipton FC
- 1963: Deportivo Mandiyú
- 1964: Huracán
- 1965: Sportivo Ferroviario
- 1966: Huracán
- 1967: Huracán
- 1968: Huracán
- 1969: Lipton FC
- 1970: Huracán
- 1971: Huracán
- Oficial 1972: Boca Unidos
- Preparación 1972: Deportivo Mandiyú
- Oficial 1973: Deportivo Mandiyú
- Preparación 1973: Deportivo Mandiyú
- Oficial 1974: Huracán
- Preparación 1974: Deportivo Mandiyú
- Oficial 1975: Huracán
- Preparación 1975: Deportivo Mandiyú
- Intermedio 1975: Huracán
- Clausura 1975: Deportivo Mandiyú
- Oficial 1976: Deportivo Mandiyú
- Preparación 1976: Libertad
- Intermedio 1976: Boca Unidos
- Clausura 1976: Deportivo Mandiyú
- Oficial 1977: Boca Unidos
- Apertura 1977: Atlético Corrientes
- Intermedio 1977: Deportivo Mandiyú
- Clausura 1977: Boca Unidos
- Oficial 1978: Atlético Corrientes
- Apertura 1978: Atlético Tucumán
- Intermedio 1978: Atlético Corrientes
- Clausura 1978: Boca Unidos
- Oficial 1979: Deportivo Mandiyú
- Apertura 1979: Deportivo Mandiyú
- Intermedio 1979: Deportivo Mandiyú
- Oficial 1980: Deportivo Mandiyú
- Apertura 1980: Deportivo Mandiyú
- Intermedio 1980: Deportivo Mandiyú
- Clausura 1980: Boca Unidos
- Oficial 1981: Boca Unidos
- Apertura 1981: Atlético Tucumán
- Intermedio 1981: Boca Unidos
- Clausura 1981: Deportivo Mandiyú
- Oficial 1982: Deportivo Mandiyú
- Apertura 1982: Deportivo Mandiyú
- Intermedio 1982: Deportivo Mandiyú
- Clausura 1982: Deportivo Mandiyú
- Oficial 1983: Boca Unidos
- Apertura 1983: Deportivo Mandiyú
- Intermedio 1983: Sportivo Ferroviario
- Clausura 1983: Boca Unidos
- Oficial 1984: Sportivo Ferroviario
- Apertura 1984: Deportivo Mandiyú
- Intermedio 1984: Boca Unidos
- Clausura 1984: Sportivo Ferroviario
- Oficial 1985: Deportivo Mandiyú
- Apertura 1985: Boca Unidos
- Intermedio 1985: Sportivo Ferroviario
- Clausura 1985: Deportivo Mandiyú
- Oficial 1986: Boca Unidos
- Apertura 1986: Deportivo Mandiyú
- Intermedio 1986: Boca Unidos
- Oficial 1987: Boca Unidos
- Apertura 1987: Sportivo Ferroviario
- Intermedio 1987: Deportivo Rivadavia
- Clausura 1987: Boca Unidos
- Oficial 1988: Sportivo Ferroviario
- Apertura 1988: Sportivo Ferroviario
- Intermedio 1988: Sportivo Ferroviario
- Oficial 1989: Sportivo Ferroviario
- Hexagonal 1989: Boca Unidos
- Oficial 1990: Deportivo Mandiyú
- Intermedio 1990: Sportivo Ferroviario
- Clausura 1990: Deportivo Mandiyú
- Triangular 1990: San Benito FC
- Oficial 1991: Boca Unidos
- Apertura 1991: Boca Unidos
- 1992: Deportivo Mandiyú
- Oficial 1993: San Benito FC
- Intermedio 1993: Deportivo Luz y Fuerza
- Apertura 1993: San Benito FC
- Oficial 1994: Deportivo Hipódromo
- Apertura 1994: Deportivo Rivadavia
- 1995: Sportivo Ferroviario
- Oficial 1996: Sportivo Ferroviario
- Clausura 1996: Lipton FC
- Oficial 1997: Sportivo Ferroviario
- Clausura 1997: Sportivo Ferroviario
- Oficial 1998: Alvear
- Apertura 1998: Boca Unidos
- Clausura 1998: Quilmes
- Oficial 1999: Sportivo Ferroviario
- Apertura 1999: Cambá Cuá
- Clausura 1999: Sportivo Ferroviario
- Oficial 2000: Libertad
- Apertura 2000: Huracán Corrientes
- Clausura 2000: Boca Unidos
- Apertura 2001: Boca Unidos
- Oficial 2001: Huracán Corrientes
- Clausura 2001: Boca Unidos
- Apertura 2002: Sportivo Corrientes
- Oficial 2002: Deportivo Textil Mandiyú
- Clausura 2002: Boca Unidos
- Apertura 2003: Sportivo Corrientes
- Oficial 2003: Huracán Corrientes
- Apertura 2004: Boca Unidos
- Oficial 2004: Huracán Corrientes
- Clausura 2004: Lipton FC
- Apertura 2005: Boca Unidos
- Oficial 2005: Boca Unidos
- Clausura 2005: Deportivo Textil Mandiyú
- Oficial 2006: Lipton FC
- Apertura 2006: Deportivo Textil Mandiyú
- Apertura 2007: Robinson
- Oficial 2007: Sportivo Ferroviario
- 2008: Boca Unidos
- 2009: Boca Unidos
- Oficial 2010: Boca Unidos
- Estamentación 2010: Huracán Corrientes
- 2011: Deportivo Curupay
- 2012: Ferroviario Corrientes
- 2013: Deportivo Curupay
- Transición 2014: Deportivo Curupay
- 2015: Huracán Corrientes
- 2016: Deportivo Curupay
- 2017: Deportivo Curupay
- Preparación 2018: Boca Unidos
- Oficial 2018: Deportivo Curupay
- Oficial 2019: Club Social y Deportivo Cambá Cuá
- 2021: Deportivo Mandiyú
- Oficial 2022: Huracán Corrientes
- Clausura 2022: Cambá Cuá
- Copa de Campeones 2022: Huracán Corrientes
- Oficial 2023: Cambá Cuá
- Clausura 2023: Cambá Cuá
- Copa de Campeones 2023: Huracán Corrientes
- Oficial 2024: Deportivo Empedrado

## Palmarés

### Títulos Oficiales/Anuales por club
| Club                             | Títulos | Temporada |
| -------------------------------- | ------- | --- |
| Huracán Corrientes               | 21      | 1923, 1928, 1932, 1933, 1938, 1941, 1946, 1947, 1964, 1966, 1967, 1968, 1970, 1971, 1974, 1975, 2001, 2003, 2004, 2015, 2022. |
| Boca Unidos                      | 14      | 1942, 1953, 1957, 1972, 1977, 1981, 1983, 1986, 1987, 1991, 2005, 2008, 2009, 2010.                                           |
| Ferroviario Corrientes           | 13      | 1949, 1952, 1956, 1965, 1984, 1988, 1989, 1995, 1996, 1997, 1999, 2007, 2012.                                                 |
| Deportivo Mandiyú                | 12      | 1958, 1960, 1963, 1973, 1976, 1979, 1980, 1982, 1985, 1990, 1992, 2021.                                                       |
| Lipton FC                        | 11      | 1937, 1939, 1940, 1943, 1944, 1945, 1948, 1951, 1962, 1969, 2006.                                                             |
| Talleres de Navegación y Puertos | 9       | 1926, 1927, 1929, 1931, 1934, 1935, 1936, 1959, 1961.                                                                         |
| Deportivo Curupay                | 6       | 2011, 2013, 2014, 2016, 2017, 2018.                                                                                           |
| Sportivo Corrientes              | 4       | 1921, 1922, 1924, 1930. |
| Alvear                           | 4       | 1950, 1954, 1955, 1998. |
| Cambá Cuá                        | 2       | 2019, 2023. |
| Hércules (*)                     | 1       | 1925. |
| Atlético Corrientes (*)          | 1       | 1978 |
| CIDECO San Benito (*)            | 1       | 1993 |
| Deportivo Hipódromo (*)          | 1       | 1994. |
| Libertad                         | 1       | 2000. |
| Textil Mandiyú (**)              | 1       | 2002. |
| Deportivo Empedrado              | 1       | 2024. |

(*): Actualmente desafiliado.
(**): Desaparecido.

### Títulos totales
| Club                             | Títulos | Temporada |
| -------------------------------- | ------- | --- |
| Boca Unidos                      | 34      | 1942, 1953, 1957, 1972, Intermedio 1976, 1977, Clausura 1977, Clausura 1978, Clausura 1980, 1981, Intermedio 1981, 1983, Clausura 1983, Intermedio 1984, Apertura 1985, 1986, Intermedio 1986, 1987, Clausura 1987, Hexagonal 1989, 1991, Apertura 1991, Apertura 1998, Clausura 2000, Apertura 2001, Clausura 2001, Clausura 2002, Apertura 2004, Apertura 2005, 2005, 2008, 2009, 2010, Preparación 2018. |
| Deportivo Mandiyú                | 32      | 1958, 1960, 1963, Preparación 1972, 1973, Preparación 1973, Preparación 1974, Preparación 1975, Clausura 1975, 1976, Clausura 1976, Intermedio 1977, 1979, Apertura 1979, Intermedio 1979, 1980, Apertura 1980, Intermedio 1980, Clausura 1981, 1982, Apertura 1982, Intermedio 1982, Clausura 1982, Apertura 1983, Apertura 1984, 1985, Clausura 1985, Apertura 1986, 1990, Clausura 1990, 1992, 2021.     |
| Huracán Corrientes               | 27      | 1923, 1928, 1932, 1933, 1938, 1941, 1946, 1947, 1964, 1966, 1967, 1968, 1970, 1971, 1974, 1975, Intermedio 1975, Apertura 2000, 2001, 2003, 2004, Estamentación 2010, 2015, 2022, Copa de Campeones 2022, Clausura 2023, Copa de Campeones 2023. |
| Ferroviario Corrientes FC        | 22      | 1949, 1952, 1956, 1965, Intermedio 1983, 1984, Clausura 1984, Intermedio 1985, Apertura 1987, 1988, Apertura 1988, Intermedio 1988, 1989, Intermedio 1990, 1995, 1996, 1997, Clausura 1997, 1999, Clausura 1999, 2007, 2012. |
| Lipton FC                        | 13      | 1937, 1939, 1940, 1943, 1944, 1945, 1948, 1951, 1962, 1969, Clausura 1996, Clausura 2004, 2006. |
| Talleres de Navegación y Puertos | 9       | 1926, 1927, 1928, 1929, 1931, 1934, 1935, 1959, 1961. |
| Sportivo Corrientes              | 6       | 1921, 1922, 1924, 1930, Apertura 2002, Apertura 2003. |
| Deportivo Curupay                | 6       | 2011, 2013, 2014, 2016, 2017, 2018. |
| Alvear                           | 4       | 1950, 1954, 1955, 1998. |
| Cambá Cuá                        | 4       | Apertura 1999, 2019, Clausura 2022, 2023. |
| Atlético Corrientes (*)          | 3       | Apertura 1977, 1978, Intermedio 1978 |
| CIDECO San Benito (*)            | 3       | Triangular 1990, 1993, Apertura 1993. |
| Textil Mandiyú (**)              | 3       | 2002, Clausura 2005, Apertura 2006. |
| Atlético Tucumán (*)             | 2       | Apertura 1978, Apertura 1981. |
| Deportivo Rivadavia              | 2       | Intermedio 1987, Apertura 1994. |
| Libertad                         | 2       | Preparación 1976, 2000. |
| Hércules (*)                     | 1       | 1925. |
| Deportivo Luz y Fuerza (*)       | 1       | Intermedio 1993. |
| Deportivo Hipódromo (*)          | 1       | 1994. |
| Quilmes                          | 1       | Clausura 1998. |
| Robinson                         | 1       | Apertura 2007. |
| Deportivo Empedrado              | 1       | 2024. |

(*): Actualmente desafiliado.
(**): Desaparecido.

## Clásicos
| Clásicos                            | Equipo 1               | Equipo 2                       |
| ----------------------------------- | ---------------------- | ------------------------------ |
| Clásico Correntino                  | Mandiyú                | Boca Unidos                    |
| Clásicos Correntinos antiguos       | Libertad               | Sportivo Corrientes            |
| Clásicos Correntinos antiguos       | Huracán Corrientes     | Talleres, Navegación y Puertos |
| Clásico San Martín-Berón de Astrada | Sportivo Corrientes    | Huracán Corrientes             |
| Clásico San Martín-San Benito       | Ferroviario Corrientes | Lipton                         |
| Clásico San Martín-San Benito       | Ferroviario Corrientes | Libertad                       |
| Clásicos del Barrio San Martín      | Lipton                 | Sportivo Corrientes            |
| Clásicos del Barrio San Martín      | Lipton                 | Libertad                       |
| Clásico Camba Cuá-San Benito        | Boca Unidos            | Ferroviario Corrientes         |
| Clásico del Barrio Camba Cuá        | Boca Unidos            | Camba Cuá                      |
| Mandiyú-Ferroviario                 | Mandiyú                | Ferroviario Corrientes         |
| Clásicos de Grandes                 | Mandiyú                | Boca Unidos                    |
| Clásicos de Grandes                 | Mandiyú                | Huracán Corrientes             |